# Erica canariensis
Erica canariensis Rivas-Mart., M. Osorio & Wildpret, conocido en castellano como brezo canario, es una especie de arbusto o pequeño árbol perenne perteneciente a la familia Ericaceae. Es originaria de Macaronesia.
Anteriormente era incluida en Erica arborea L..
Se trata de un componente principal del fayal-brezal, estando presente también en las formaciones de laurisilva y pinar canario húmedo.

## Descripción
Se trata de un arbusto o árbol que puede alcanzar los 9 m, y que se diferencia por sus flores de color blanco, campanuladas y por sus hojas revolutas, que tapan completamente el envés, más o menos erectas.
E. canariensis recurre para su dispersión a la llamada estrategia pionera. Presenta gran cantidad de semillas muy pequeñas y ligeras que permiten la dispersión eólica, pudiendo llegar estas a cualquier rincón del bosque. No obstante estas solo pueden germinar en áreas en las que no estén cubiertas por la bóveda forestal, ya que necesitan luz solar directa y ausencia de mantillo. Las semillas nunca germinan junto a su progenitor debido a la sombra que proyecta. De este modo el brezo suele ser el árbol que recomponga la bóveda forestal cuando ésta ha desaparecido debido a la muerte de un árbol, o a la tala. Esto permite que suela ser el primer árbol que se desarrolle en las zonas agrícolas abandonadas que se encuentran en el entorno potencial de la laurisilva o cortafuegos abandonados. Estas zonas se pueblan inicialmente de helechos que luego dejan paso a una comunidad arbustiva, siendo los brezos los primeros en desarrollarse, incorporándose luego Morella faya y otros árboles, regenerándose el hábitat original después de varios cientos de años de forma espontánea.
Nunca rebrota de cepa a no ser que haya sido talado.

## Distribución y hábitat
Es un endemismo de los archipiélagos macaronésicos de Canarias ―España― y Madeira ―Portugal―.
En Canarias está presente en todas las islas, mientras que en Madeira solo se encuentra en la isla homónima.
Se ha extinguido de Lanzarote y Fuerteventura, ya que en estas islas sólo existían pequeños montes en sus zonas más altas. En el resto de islas es muy abundante, formando parte del bosque de laurisilva, pinares en zonas húmedas y, en general, en todos los restos de vegetación comprendidos entre los 200 y 1600 m s. n. m. en las vertientes del norte. En las zonas meridionales, sur y oeste puede hallarse localmente en algunos cauces de barrancos o laderas con cierta humedad o sombra.

## Taxonomía
El taxón fue segregado de E. arborea, siendo descrito y publicado como E. canariensis por los investigadores españoles Salvador Rivas Martínez, Martín Osorio y Wolfredo Wildpret de la Torre en Itinera Geobotanica en el año 2011.
Etimología
- Erica: nombre genérico que procede del griego ereike, nombre clásico de los brezos.
- canariensis: epíteto geográfico que alude a su localización en las islas Canarias.

## Estado de conservación
Su aprovechamiento se encuentra regulado a nivel de la Comunidad Autónoma de Canarias al incluirse en el Anexo III de la Orden de 20 de febrero de 1991 sobre protección de especies de la flora vascular silvestre.
La mayoría de sus poblaciones canarias se encuentran en áreas de la Red Canaria de Espacios Naturales Protegidos.

## Nombres comunes
Se conoce en las islas Canarias con el nombre de brezo.
En Madeira es conocida como betouro o urze mollar.